# Jan Šinágl
Jan Šinágl (* 9. prosince 1952, Beroun) je antikomunistický aktivista a publicista, kritický k polistopadovému českému politickému systému.

## Biografie
Vystřídal několik povolání jako například strojní zámečník, montér, kreslič a informatik. Začátkem 80. let emigroval, po krátkém pobytu v USA, do Švýcarska, kde žil v Kriensi, předměstí Lucernu, do svého návratu koncem 90. let.[zdroj?] Dnes žije v Žebráku, v domku svých předků. Ve švýcarském exilu pracoval pro různé spolky a krajanská hnutí (Sokol Luzern, TC Kriens, Svaz spolků Čechů a Slováků žijících ve Švýcarsku). Dopisoval také do tamějšího krajanského tisku. Od října 2024 místopředseda EJO European Justice Organization z.s. - https://www.europeanjusticeorganization.com
Podle svých slov se vrátil do ČR s úmyslem pomáhat obnovovat demokracii a občanskou společnost, respektive lidská práva.[zdroj?] Je autorem četných petic a podání řadě českých institucí, Evropskému soudu pro lidská práva, Radě Evropy, Evropskému parlamentu, Evropskému soudu.
Je také spoluautorem Petice na pomoc Národnímu divadlu ze dne 10. října 2003 žádající, aby byla restaurační budova, vydaná řádu Voršilek a prodaná firmě Themos, vrácena ND, a předsedou Petičního výboru na podporu konání veřejného soudu s Vladimírem Hučínem ze dne 17. března 2004, jež iniciovalo několik aktivistů ještě před jeho příchodem.[zdroj?]
Šinágl provozuje vlastní webové stránky a rozesílal hromadné e-maily řadě médií a politiků;[zdroj?] kromě vlastních komentářů a materiálů ke kauzám, kterým se věnuje, přebírá různé texty z médií nebo od spřátelených publicistů.
Značnou pozornost vyvolal v roce 2005, když byl jako jeden z protestujících na prvomájovém mítinku KSČM na pražské Letné násilně zadržen policií.[zdroj?] Výrok Grebeníčka („Je tady nějaký primitiv, odveďte ho!“), tehdy předsedy KSČM, pronesený jako žádost o zákrok policie ČR proti Šináglovi, se stal předmětem soudního sporu.[zdroj?] O rok později, na prvního máje 2006, byli komunisté z Letné vytlačeni, když se antikomunistům podařilo předběhnout komunisty při rezervování prostor na Letné; komunisté přeložili svůj prvomájový mítink ke Křižíkově fontáně.[zdroj?]

## Činnost po sněmovních volbách v roce 2006

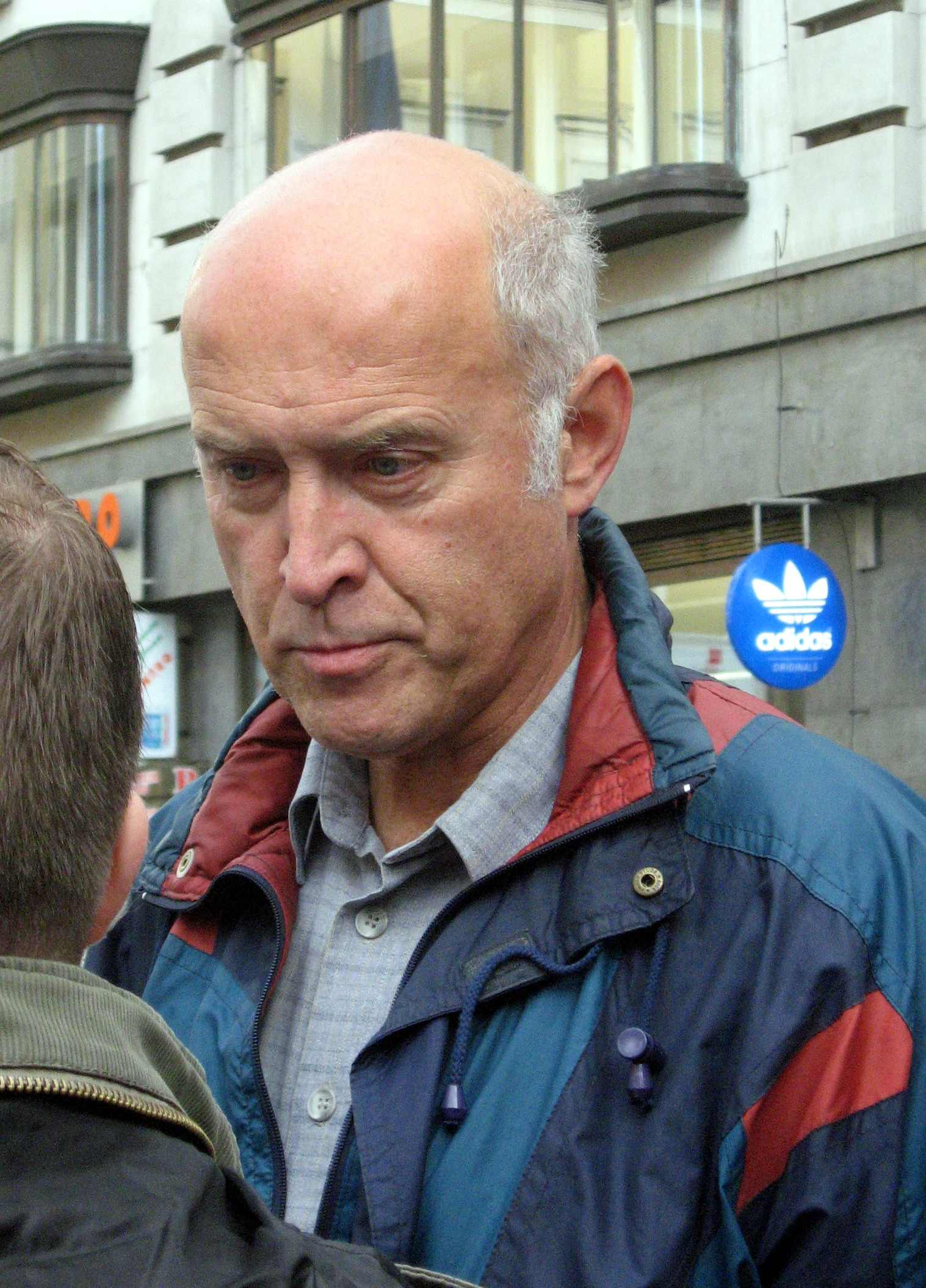
Jan Šinágl na demonstraci na podporu amerického radaru v ČR

Po volbách do Poslanecké sněmovny v červnu 2006 a následném projevu Jiřího Paroubka, ve kterém napadl jejich výsledek, byl Šinágl spolu s Jiřím Jehličkou jedním z hlavních organizátorů a demonstrací na Václavském náměstí za Paroubkovo odstoupení z politiky úplně.[zdroj?] Šináglovi kritici[kdo?] v tom spatřují snahu o vlastní „zviditelnění“: zatímco velká část veřejnosti[kdo?] kritizovala Paroubka a zejména jeho projev, pronesený ve vypjaté povolební atmosféře, ostatní Šináglovy názory a aktivity mají rozličnou podporu.[zdroj?] Mimoto stávající vláda po ustavující schůzi sněmovny stejně demisi podat musí; protestující odpovídají, že požadují Paroubkův odchod z vysoké politiky vůbec, navíc vláda demisi může podat i dřív.
29. června odpoledne byl Šinágl přítomen na návštěvnické galerii Poslanecké sněmovny, když jedna žena hlasitými výkřiky narušila vystoupení Václava Exnera (KSČM). Exner po jejím vyvedení prohlásil „Já to zkusím potřetí, tentokrát - doufám - již bez vykřikování pana Šinágla a jeho společníků, kteří se snaží rozšířit své pole působnosti z komunistických akcí z Václavského náměstí do dalších sfér“ a Právo následující den napsalo „ženu (…) doprovázel protikomunistický aktivista Jan Šinágl (…) její průvodce Šinágl se však na galerii ještě vrátil a shodil při konci jednání mezi poslance několik protikomunistických letáků“, Šinágl však na svých stránkách popřel, že by s ní měl něco společného. 7. července, když zasedání sněmovny končilo, rozhodil z galerie letáky s textem „KSČSSD. To už tady bylo“.
Jan Šinágl projevil na svém webu sympatie k silovému řešení, když napsal: „Věřím, že noví Mašínové přicházejí a že se nám s nimi společně podaří najít recept na odstranění tohoto komunistického moru.“
Jan Šinágl je mimo jiné spolu s Tomášem Pecinou a Wolfgangem Habermannem členem přípravného výboru českého občanského sdružení „Sudetoněmecké krajanské sdružení v Čechách, na Moravě a ve Slezsku“, kterému MV ČR odmítlo registraci v ČR a které nemá s německým a rakouským Sudetoněmeckým krajanským sdružením nic společného.
V roce 2011 na srazu KSČM vystoupil Šinágl s vlajkou. Nejprve ukázal znak komunistů, ten pak otočil a ukázal vlajku nacistického Německa. Jednalo se o přirovnání komunismu k nacismu. Komunisté ale tvrdí, že se jednalo o propagaci nacismu.
Vojtěch Filip dále prohlásil, že to vůbec neměl Šinágl v úmyslu (prý ho najala vláda).

## Vazby na neonacismus
Při neonacistické demonstraci 28. října 2005 podporující odsouzeného popírače holocaustu Ernsta Zündela se Jan Šinágl ze skupiny oponentů přesunul k neonacistům a s jejich megafonem požadoval svobodu projevu a demokratický prostor i jejich názorům. Nato byl oponenty vypískán.
V dubnu 2011 na něj podal bývalý poslanec Bohuslav Hubálek trestní oznámení, později podala trestní oznámení na Jana Šinágla také Helena Vondráčková se svým manželem Martinem Michalem. Vinili ho z trestného činu dle § 405 Popírání, zpochybňování, schvalování a ospravedlňování genocidia. Hubálka k tomu motivoval Šináglův článek , v němž bylo o Reinhardu Heydrichovi uvedeno, že „Počet obětí jeho vlády je jen zlomkem obětí poválečné genocidy a se způsobem, jak v 50. letech vládli komunisté, se nedá vůbec srovnat.“, ironicky uvedl že „Protektorát byl zkrátka takovým malým rájem na zemi“ a poznamenáno, zda Heydrich by neměl být vyznamenán podobně jako Klement Gottwald. Vondráčkovou motivoval článek , ve kterém byl uveden počet Lidických obětí jako 172. Policie se začala trestními oznámeními zabývat až v r. 2012.
 Podle publicisty Zbyňka Petráčka, Jan Šinágl cíleně nelže ani nepopírá zločiny, pouze je interpretuje tak, že se vymykají nadrilovanému způsobu uvažování. Podle publicisty Václava Vlka st. Jan Šinágl například popularizuje studii o počtu sudetských Němců, jejichž osud nebyl vyjasněn. Trestní stíhání proti Janu Šináglovi bylo Krajským soudem v Praze 25. 4. 2013 pravomocně zastaveno.
V říjnu 2011 přednesl Jan Šinágl projev na výroční schůzi krajně radikální sudetoněmecké organizace Witikobund založené bývalými nacisty a příslušníky SS. Nejméně od jara 2012 publikuje na svých webových stránkách české překlady i německé originály textů z časopisu Witikobrief vydávaného touto organizací.
Dne 17. listopadu 2011 Jan Šinágl přednesl projev na demonstraci pořádané Dělnickou stranou sociální spravedlnosti. Zde sklidil potlesk.
V prosinci 2012 jako jeden ze dvou českých webů zveřejnil tiskovou zprávu vydavatele guidemedia etc, s.r.o. o vydání knihy Hitlerových projevů. S vydavatelem Hitlerových projevů však na sebe navzájem odkazují již dříve.

## Údajné členství otce v StB
Na konci roku 2006 se objevily dotazy k údajnému členství otce Jana Šinágla v StB. Reakce Jana Šinágla z ledna 2007:
„Můžete si zajít do archivu MV u ND v Praze - Na Struhách 3, pondělí až středa 9.30 - 16.00 (st. do 18.00). Operativní svazek mého otce má číslo 306, archivní číslo 31513, heslo „RADIO“ (Jan Šinágl, 26.1.1922). Můj otec odmítl spolupráci s komunisty, byl na hodinu vyhozen z práce - jako vedoucí odbytu TOS Žebrák (velmi oblíben mezi dělníky), moje matka musela opustit kancelář. Ve spisu zmiňovaný „ztraceny“ soustruh se nacházel na soukromém pozemku předsedy ZO KSČ TOS Žebrák pana Karla Zvonaře ze Hředel, což otec odpovědným orgánům i sdělil (možná je tam dodnes).“

## Exekuce, insolvenční řízení a trestní stíhání pro přečin poškození věřitele
Vykonatelným rozsudkem Okresního soudu v Berouně č.j. 6C 101/2016-396 ze dne 10.08.2018 a doplňujícího rozsudku 6C 101/2019-443 ze dne 09.11.2018 byly Janu Šináglovi uloženy povinnosti mimo jiné k omluvě, odstranění určených částí textů a úhradě finanční satisfakce v celkové výši 1.050.000,- Kč a nákladů řízení. Jan Šinágl napadl rozsudky svým odvoláním, které bylo usnesením Krajského soudu v Praze č.j. 21Co 103/2019, 104/2019-582 ze dne 04.12.2019 odmítnuto a jím napadené vyhovující výroky, v nichž byly Janu Šináglovi uloženy povinnosti k poskytnutí morální satisfakce – zveřejnění omluv, odstranění konkrétních částí textů a povinnost zdržet se šíření konkrétních výroků, nabyly právní moci a to dne 27.11.2018 a 07.12.2018, vykonatelnosti pak 03.12.2018 a 11.12.2018.
Usnesením policejního orgánu č.j. KRPS-78518-62/TČ-2019-010481 ze dne 02.01.2020 zahájeno trestní stíhání vůči obviněnému Janu Šináglovi pro přečin poškození věřitele dle ust. § 222 odst. 1 písm. a) odst. 3 písm. a) tr. zákoníku, kterého se měl dopustit tím, že uskutečnil dražbu na veškerý svůj majetek, aby jej odklonil a způsobil tak škodu věřitelům. Usnesením Okresního státního zastupitelství v Kolíně sp. zn. ZT 1/2020 ze dne 13.02.2020 byla zamítnuta stížnost obviněného proti usnesení o sdělení obvinění.
***
Odsouzen na rok s dvouletou podmínkou. Od srpna 2024 je www.sinagl.cz nedostupný. Na vyřešení problému se stále pracuje. Nyní publikuje na EJO - European Justice Organization, kde je místopředsedou.  
***
„Novinář“ Šindelář z portálu Život v Česku vyhrožuje EJO a Šináglovi - https://europeanjusticeorganization.com/cs/news/novinar-sindelar-z-portalu-zivot-v-cesku-vyhrozuje-ejo-a-sinaglovi
Držitelka Thálie Vondráčková pomlouvá novináře a angažovaného občana Šinágla
https://europeanjusticeorganization.com/cs/news/drzitelka-thalie-vondrackova-pomlouva-novinare-a-angazovaneho-obcana-sinagla
Informace ambasádám v Berlíně o novém, duševně chorém velvyslanci České republiky!
https://europeanjusticeorganization.com/cs/news/informace-ambasadam-v-berline-o-novem-dusevne-chorem-velvyslanci-ceske-republiky